# Comuna Țețchea, Bihor
Țețchea (maghiară Cécke (Czéczke) község) este o comună în județul Bihor, Crișana, România, formată din satele Hotar, Subpiatră, Telechiu și Țețchea (reședința).

## Demografie
Componența etnică a comunei Țețchea
     Români (60,28%)
     Romi (26,51%)
     Maghiari (10,1%)
     Alte etnii (0,36%)
     Necunoscută (2,75%)
Componența confesională a comunei Țețchea
     Ortodocși (68,87%)
     Baptiști (12,5%)
     Reformați (8,12%)
     Penticostali (6,58%)
     Alte religii (0,83%)
     Necunoscută (3,11%)
Conform recensământului efectuat în 2021, populația comunei Țețchea se ridică la 3.376 de locuitori, în creștere față de recensământul anterior din 2011, când fuseseră înregistrați 3.141 de locuitori. Majoritatea locuitorilor sunt români (60,28%), cu minorități de romi (26,51%) și maghiari (10,1%), iar pentru 2,75% nu se cunoaște apartenența etnică. Din punct de vedere confesional, majoritatea locuitorilor sunt ortodocși (68,87%), cu minorități de baptiști (12,5%), reformați (8,12%) și penticostali (6,58%), iar pentru 3,11% nu se cunoaște apartenența confesională.

## Politică și administrație
Comuna Țețchea este administrată de un primar și un consiliu local compus din 13 consilieri. Primarul, Florin-Aurel Cazan[*], de la Partidul Social Democrat, este în funcție din octombrie 2020. Începând cu alegerile locale din 2024, consiliul local are următoarea componență pe partide politice:
|  | Partid                                 | Consilieri | Componența Consiliului | Componența Consiliului | Componența Consiliului | Componența Consiliului | Componența Consiliului | Componența Consiliului | Componența Consiliului |
|  | -------------------------------------- | ---------- | ---------------------- | ---------------------- | ---------------------- | ---------------------- | ---------------------- | ---------------------- | ---------------------- |
|  | Partidul Social Democrat               | 7          |                        |                        |                        |                        |                        |                        |                        |
|  | Partidul Național Liberal              | 2          |                        |                        |                        |                        |                        |                        |                        |
|  | Uniunea Democrată Maghiară din România | 2          |                        |                        |                        |                        |                        |                        |                        |
|  | Alianța pentru Unirea Românilor        | 1          |                        |                        |                        |                        |                        |                        |                        |
|  | Partida Romilor „Pro Europa”           | 1          |                        |                        |                        |                        |                        |                        |                        |

## Atracții turistice
- Biserica de lemn din Subpiatră
- Biserica de lemn din Hotar
- Defileul Crișului Repede - Pădurea Craiului (sit de importanță comunitară inclus în rețeaua europeană Natura 2000 în România) și Lacurile de acumulare de pe Crișul Repede (arie de protecție specială avifaunistică).

## Personalități născute aici
- Ion Simuț (n. 1953), critic și istoric literar, profesor universitar și redactor la revista „Familia” din Oradea.